# Torre Civica di Scandiano
La torre Civica o torre dell'orologio è un edificio che si trova a Scandiano, in provincia di Reggio Emilia.

## Storia
La torre Civica è stata fatta costruire da Feltrino Boiardo nella prima metà del XV secolo. Essa era la porta d'ingresso dell'antico borgo medievale. L'orologio è stato sistemato sulla torre nel 1548.
Essa era la torre campanaria che scandiva la giornata scandianese. La campana più piccola è stata benedetta nel 1543 da papa Paolo III, mentre la più grande è nata nel 1577. Sulle campane, inciso in alto rilievo, c’è lo stemma di Scandiano, diverso dall’attuale, poiché non presenta l'aquila odierna. 
La campana maggiore serviva per chiamare a raccolta gli abitanti della città in caso di calamità, malattie o guerre. La torre era chiamata dagli abitanti "Campanone": oggi la sezione di Protezione Civile locale porta il suo nome.
Il quadrante delle ore che si affaccia su via Magati è dotato di una sola sfera con il perno a forma di Sole. Sotto al quadrante, in una nicchia, era raffigurata Santa Caterina d'Alessandria, patrona di Scandiano. L'affresco si trova ora nel Palazzo Municipale.